# Plena
Plena zijn een muziekgenre en een dans die oorspronkelijk uit Puerto Rico komen.

## Oorsprong
Het plena-genre ontstond rond 1900 in Barrio San Antón, Ponce Puerto Rico. Het werd beïnvloed door de bomba-muziekstijl. Oorspronkelijk werden gezongen teksten niet geassocieerd met de plena, die werd uitgevoerd met gitaar, accordeon en pandero, maar in 1907 is er zang aan toegevoegd. Plena werd vaak de periodico cantado (vertaald: "gezongen krant") genoemd voor de lagere klassen, omdat het boodschappen verspreidde onder de mensen, vergelijkbaar met de corridos in Mexico.

## Geschiedenis
Plena was het resultaat van de vermenging van de cultureel diverse volksklasse, waarbij hun werkplek, buurt en levenservaringen samenkwamen om een expressieve, satirische muziekstijl te creëren. Het werd een manier voor de arbeidersklasse om macht te verwerven door middel van parodie. Omdat het ontstond in de lagere sociale klasse, werd het door de hogere klasse gezien als "een bedreiging voor de openbare orde en privé-eigendom". Het werd lange tijd geassocieerd met mensen van la vida alegre (het vrolijke leven), en verwees naar prostituees, danseressen, alcoholisten en moreel gedegenereerden. Het zingen en dansen van plena gebeurde vaak in cafetines, cafés die vaak ook als bordeel fungeerden en waar interraciale sociale contacten en seksuele ontmoetingen vrij konden plaatsvinden.